# Meau
Meau Hewitt (* 10. Mai 2000 in Weesp, Noord-Holland), bekannt unter dem Künstlernamen Meau, ist eine niederländische Sängerin, Songwriterin und Produzentin. In ihrer Kindheit sang sie bei Kinderen voor Kinderen. Ende 2021 hatte sie ihren Durchbruch als Solosängerin mit ihrem Nummer-eins-Hit Dat heb jij gedaan.

## Biografie
Meau Hewitt stammt aus Weesp in Nordholland. Ihr aus Surinam stammender Großvater war Mitglied der Band Sonora Paranamera und sang viel mit ihr. Daraufhin bekam sie in ihrer Kindheit auch Gesangs- und Klavierunterricht. Mit neun Jahren nahm sie erstmals beim Kinderchorprojekt Kinderen voor Kinderen teil und sang auf dem 30. Album Lachen is gezond mit. In den nächsten beiden Jahren war sie auch auf den Alben Hé jullie! und Zo bijzonder! mit dabei und war je einmal auch als Solistin vertreten (bei den Liedern Snoepje und Jongensmeid).
Danach gehörte sie einige Zeit dem Chor der bekannten Gesangspädagogin Babette Labeij in Amsterdam, mit dem sie in Fernsehshows wie The Voice of Holland auftrat. Zu ihrer musikalischen Ausbildung gehörte ein Besuch des Conservatorium van Amsterdam und ein Abschluss im Fach Pop und Rock an der Herman Brood Academy.
Im September 2020 nahm sie ihren ersten Song Kalmte auf und wandte sich selbst damit an den Sender 3FM. Sie kam ins Programm und veröffentlichte weitere Songs, die ebenfalls im Radio liefen. Nachdem es 2020 wegen der COVID-19-Pandemie kaum Konzertmöglichkeiten gegeben hatte, trat sie im Sommer 2021 im Vorprogramm der Tour von Racoon auf. Daneben veröffentlichte sie ihre erste EP mit Kalmte als Titelsong.
Im Herbst erschien der Song Dat heb jij gedaan, mit dem ihr erstmals der Charteinstieg gelang. Im November gewann sie einen Nachwuchspreis von 3FM, der ihr zusätzliche Popularität brachte. Das Lied stieg weiter in den Nederlandse Top 40 und erreichte schließlich zu Beginn des Jahres 2022 Platz 1, wo sie sich acht Wochen hielt. Ende Januar stieg das Lied auch in Flandern, dem niederländischsprachigen Teil Belgiens, auf Platz 1. In beiden Ländern erreichte das Lied Platin-Status.

## Diskografie
Alben
- 2022: 22

EPs
- 2021: Kalmte

Singles
- 2020: Kalmte
- 2020: Weet
- 2021: Afgesloten
- 2021: Relativieren
- 2021: Dat heb jij gedaan
- 2022: Dans m’n ogen dicht (mit Racoon)
- 2022: Blijven rijden
- 2024: Stukje van mij
- 2024: Het midden (mit Pommelien Thijs)
- 2025: Altijd weer naar huis
- 2025: Vergeef me
- 2025: Een nacht als deze